# 工藤和義
工藤 和義（くどう かずよし、1937年前後 - 2007年2月15日）は、20世紀から21世紀の初頭期にかけて活動した日本のヤクザ。東京都に本部を置く暴力団・國粹会の四代目会長で、その上部団体にあたる指定暴力団六代目山口組にて『最高顧問』の役にあった。北海道出身。2007年に死去。自殺と見られた。

## 来歴
金町一家総長であった当時の1991年（平成3年）に日本国粋会の四代目会長に就任。執行部に若手を積極登用するなどで組織の大々的な改革を断行、組織の名称を『國粹会』へと変更するなどし、更には稲川会ならびに住吉会という関東地方の二大暴力団との友好関係の樹立を実現するなどした。やがて2005年（平成17年）に時の山口組組長・司忍との電撃的な盃事を実行。『日本のヤクザ地図を塗り替える』とまで言われたこの盃事をもって、組織を山口組へと加入させるに至った。
2007年2月15日午前 ― 台東区橋場の自宅で遺体で発見された。頭部からの流血があり、近くに拳銃があったことから、警察当局は自殺の可能性を示唆した。70歳であった。19日に浅草で行われた通夜には、山口組のほぼ全ての直参（二次団体首領）が参列。山口組の歴史上、直参が東京に集結したのはこれが初めてのことであった。
工藤の率いた四代目国粋会は、山口組と住吉会とのいわゆる縄張りを巡る抗争に直に関与していた。そして工藤の死はこの両者の『緊急和解』の直後のことであった。そうしたことからその死は、それ自体が議論の的とされたと同時に、以後の国粋会の縄張りのゆくえについてを論ずる種々の憶測を呼び起こすものともなった。
墓所は浅草に位置する金町一家の菩提寺内。国粋会の跡目は信州斉藤一家六代目総長の藤井英治が継承した。